# 雅羅斯拉夫·拉基茨基
雅羅斯拉夫·弗拉基米罗维奇·拉基茨基（烏克蘭語：Ярослав Володимирович Ракіцький，發音：[jɐroˈslɑu̯ woloˈdɪmɪrowɪtʃ rɐˈkitsʲkɪj]；1989年8月3日—）是烏克蘭的一位足球運動員。在場上司職後衛。現效力於烏克蘭足球超級聯賽球隊頓內次克礦工。他曾代表烏克蘭國家足球隊參加了2012年歐洲足球錦標賽和2016年歐洲足球錦標賽。

## 外部連結
- 雅羅斯拉夫·拉基茨基 at the 烏克蘭足球總會 （烏克蘭語）